# El Paso County (Kansas-Territorium)
Der El Paso County war ein County im Kansas-Territorium, der vom 7. Februar 1859 bis zum 29. Januar 1861 bestand.

## Geschichte
Im Juli 1858 wurde Gold entlang des South Platte Rivers im Arapahoe County entdeckt. Diese Entdeckung löste den Pikes Peak Goldrausch aus. Um die lokale Regierung in der Goldbergbauregion zu unterstützen, teilte die Kansas Territorial Legislative den Arapahoe County am 7. Februar 1859 in sechs Counties auf: ein kleiner Arapahoe County, Broderick County, El Paso County, Fremont County, Montana County und Oro County. Keiner dieser sechs Counties war jemals organisiert. Viele Anwohner der Bergbauregion fühlten sich getrennt von der Territorialregierung, so dass sie am 24. Oktober 1859 dafür stimmten, das eigene Jefferson-Territorium zu bilden.
Nachdem die Republikanische Partei die US-Präsidentschaftswahl 1860 gewonnen hatte, verabschiedete der US-Kongress ein Gesetz, womit Kansas in die Union aufgenommen wurde. Der Kansas Act of Admission schloss den Teil des Kansas-Territoriums westlich des 25. Längengrades vom neuen Staat aus, so dass der El Paso County und der Rest dieser Region wieder ein unorganisiertes Territorium wurden.
Am 28. Februar 1861 unterzeichnete US-Präsident James Buchanan ein Gesetz, mit dem das Colorado-Territorium organisiert wurde. Dann organisierte die neue Colorado General Assembly am 1. November 1861 17 Counties, einschließlich eines neuen El Paso County, für das neue Colorado-Territorium.